# Poli-Farbe
A Poli-Farbe Vegyipari Kft. (korábban Ficher-Farben Kft.) Magyarország egyik meghatározó vállalata a festékgyártás területén. 2009-ben mintegy 1,4% volt a részesedése a hazai vegyi anyag és gyógyszergyártó ipar 459,8 milliárd forintos belföldi árbevételéből. A lengyel tulajdonban lévő cég központja a Bács-Kiskun vármegyei Bócsán található. Leányvállalatai vannak Szlovákiában és Romániában. Körülbelül 200 főt foglalkoztat. Évente 32 ezer tonna festéket állít elő.

## Története
A Poli-Farbe jogelődje, a Fischer-Farben Kft. 1989 végén alakult meg fischerbócsai székhellyel, doboz- és festékgyártói alaptevékenységgel. Az első évben 20 tonna festéket gyártott és értékesített. Egy tulajdonosváltást követően a cég Poli-Farbe Vegyipari Kft. néven folytatta tevékenységét bócsai székhellyel. A festékgyártó kapacitás 2008-ban meghaladta a 33 000 tonnát, az árbevétel pedig közel 5,5 milliárd forint volt. 2009-ben a vállalat 6,2 milliárd forintos bruttó bevételre tett szert és csaknem 36 ezer tonna festéket gyártott. A vállalkozás nagyságrendjét jól mutatja, hogy naturáliában a 2009. évi 36 ezer tonnás termelése a hazai polimeralapú és egyéb festékek 112 786 tonnás tárgyévi termelésének 31,2%-a.

## Profilja
A vállalkozás profilja megegyezik a cégbíróságnál alaptevékenységként bejegyzett előzőekben említett festékgyártással.

### Minőség-ellenőrzés
A minőség-ellenőrzési rendszer bevezetése 1999-ben történt meg, melyet a növekvő termelési volumen, a piaci valamint a belső elvárások indokoltak. A Poli-Farbe Kft. minőségirányítási rendszere az MSZ EN ISO 9001:2001 rendszerszabvány szerint működik. Ez garantálja, hogy a cég folyamatosan képes a vevő és az alkalmazandó jogszabályok követelményeinek megfelelő termékeket szolgáltatni.

### Technológia fejlesztése
A beruházások során a legjelentősebb lépés 2004-ben volt, amikor üzembe helyeztek egy számítógép vezérlésű, automatizált, zártkörű festékgyártó technológiát. A berendezés, mely a mai napig az ország egyik legmodernebb festékgyártó berendezése, hatalmas előrelépést hozott a termékek minőségében, jelentősen csökkentve a fizikai munkaerő igényt és gyakorlatilag megszüntette a környezet szennyezést. Meglévő üzembe - a megnövekedett igények miatt - a kapacitás bővítés érdekében egy új gyártósor került kialakításra zárt rendszerben, ahol a hőszigetelő rendszerek (lásd: hőszigetelés) alapját képező vakolatok és az egyrétegű festékek gyártása folyik. 2009-ben megkezdték uniós támogatás segítségével egy logisztikai központ felépítését, mely 2010 nyarára elkészült. A beruházás összértéke meghaladja a 270 millió forintot. 2010 májusában saját porüzem gyártósort állítottak üzembe több mint 100 millió forintos beruházásként, ennek köszönhetően a glettek, ragasztók gyártása is immár a Poli-Farbénál történik.
A piaci fejlődés megkívánta a szervezeti struktúra hozzáigazítását a cég méreteihez. Az első nagy átszervezés 2000-ben történt meg, a következő lépcső 2005-ben volt, mivel a cég 2008-ra akkora méreteket öltött, hogy megkívánt egy újabb, a dolgozóktól a felső vezetőkig történő teljesen átfogó átszervezést.
2010-ben a Teflon márkát 1945-ben bejegyző DuPont világcég és a Poli-Farbe stratégiai megállapodása értelmében a bócsai vállalkozás nyerte el a jogot a Teflon felületvédő adalékkal kezelt festékek magyar és szlovák piacon történő termelésére, forgalmazásra és a névhasználatra. A Poli-Farbe Neo festékcsalád egy teljesen új festékkategóriát teremtett mindkét piacon.

### Termékfejlesztések
- 2001. zománcfestékek
- 2002. vizes bázisú favédő szerek
- 2004. vakolatok
- 2005. egyrétegű prémium minőségű falfesték (Platinum)
- 2006. vizes bázisú zománcfestékek
- 2007. Corso ragasztó termékcsalád megszületése
- 2008. Inntaler család kibővítése speciális falfestékekkel és kiegészítő termékekkel
- 2009. Platinum Decor termékcsalád, Platinum Kid gyerekszobafesték
- 2010. Poli-Farbe Neo (festék Teflon felületvédő adalékkal)
- 2011. Formaldehid mentes Platinum, illetve bővült a Platinum Decor termékcsalád
- 2013. Platinum konyha- és fürdőszobafesték, illetve Policolor Ready teljes hőszigetelő rendszer

### Üzleti eredmények
Legnagyobb hazai festékgyártók
Árbevétel (millió forint)
| Cégnév                        | 2008   | 2009   |
| ----------------------------- | ------ | ------ |
| Trilak Kft.                   | 13 545 | 11 127 |
| Akzo Nobel Coatings Zrt.      | 8 996  | 8 379  |
| Poli-Farbe Vegyipari Kft.     | 5 604  | 6 092  |
| Nógrádi Erdőkémia Kft.        | 1 885  | 1 440  |
| Magyar Lakk Festékgyártó Kft. | 2 298  | 1 408  |
| Egrokorr Festékipari Zrt.     | 1 336  | 1 220  |
| Meffert Hungária Kft.         | 1 153  | 1 191  |
| Tekla Festékgyártó Kft.       | 1 059  | 806    |
| Győrlakk Festékgyártó Zrt.    | 813    | 608    |
| Hungary Musashi Paint kft.    | 161    | 368    |

## Díjak
- 2006. Magyar Termék Nagydíj: Platinum egyrétegű beltéri falfesték és Boróka fabevonó lazúr
- 2006. Magyar Innovációs Pályázat Díj: Platinum egyrétegű beltéri falfesték
- 2007. Magyar Termék Nagydíj: Policolor Hőszigetelő rendszer
- 2008. Magyar Termék Nagydíj oklevél: Inntaler termékcsalád
- 2008. Magyar Minőség Háza Díj: Inntaler termékcsalád
- 2009. Magyar Termék Nagydíj: Cellkolor Aqua vizes bázisú zománccsalád
- 2010. Magyar Termék Nagydíj: Platinum Kid bababarát festék
- 2011. Kiváló Építési Termék Díj: Policolor hőszigetelő rendszer
- 2011. Bölcső Díj: Poli-Farbe Kft. Platinum Kid jótékonysági programja
- 2011. ÉMI Minőség Jel: Policolor szilikon vakolat
- 2011. Magyar Termék Nagydíj: Poli-Farbe Neo falfesték
- 2012. Magyar Termék Nagydíj: Policolor ásványgyapotos hőszigetelő rendszer
- 2012. Környezetvédelmi Nívó díj: Policolor ásványgyapotos hőszigetelő rendszer
- 2013. Magyar Termék Nagydíj: Boróka Satin&Base oldószeres vastaglazúr és alapozó
- 2014. Magyar Termék Nagydíj: Platinum egyrétegű beltéri falfesték
- 2014. Magyar Gazdaságért Nívó Díj

## Mafeosz tagvállalatainak termelés
Magyar Festékgyártók Országos Szövetsége tagvállalatainak a termelése
|                  | 2007   | 2007          | 2008   | 2008          | 2009   | 2009          |
| ---------------- | ------ | ------------- | ------ | ------------- | ------ | ------------- |
|                  | Tonna  | Millió forint | Tonna  | Millió forint | Tonna  | Millió forint |
| Vízzel hígítható | 61 498 | 12 157,2      | 61 157 | 11 189,2      | 55 376 | 10 619,0      |
| Oldószeres       | 14 690 | 11 967,2      | 12 459 | 10 971,2      | 9 666  | 9 757,8       |
| Összesen         | 76 188 | 24 124,4      | 73 616 | 22 160,4      | 65 042 | 20 376,8      |